# هیبرن (نبراسکا)
هیبرن(به انگلیسی: Hebron) شهری در ایالت نبراسکا کشور ایالات متحده آمریکا است که جمعیت آن در سرشماری سال ۲۰۱۰ میلادی، ۱٬۵۷۹ نفر بوده‌است.